# オキサボロン
オキサボロン（英: Oxabolone）は、アナボリックステロイドの一種。シピオン酸エステルのプロドラッグであるシピオン酸オキサボロン (Oxabolone cipionate) として使用される。世界アンチ・ドーピング機関は本物質を禁止薬物リストに掲載しているため、ほとんどのメジャースポーツでは使用することが出来ない。